# Budka w Operze, Live From Sopot ’94
Budka w Operze, Live From Sopot ’94 – album koncertowy zespołu Budka Suflera z 1994. Nagrano go w czasie trasy koncertowej z okazji XX-lecia zespołu. W trasie Budka Suflera była wspierana przez Urszulę, Stanisława Zybowskiego, Felicjana Andrzejczaka, Izabelę Trojanowską, Jana Borysewicza, Janusza Panasewicza i Zdzisława Janiaka. Koncert w sopockiej Operze Leśnej był transmitowany w TVP2.

## Twórcy
Źródło

### Skład podstawowy
- Krzysztof Cugowski – śpiew
- Romuald Lipko – instrumenty klawiszowe
- Mieczysław Jurecki – gitara basowa, gitara
- Marek Raduli – gitara
- Tomasz Zeliszewski – perkusja

### Skład dodatkowy
- Zdzisław Janiak – gitara
- Stanisław Zybowski – gitara
- Urszula – wokal wspierający
- Felicjan Andrzejczak – śpiew

## Lista utworów
Źródło
| Nr  | Tytuł utworu                 | Muzyka          | Tekst               | Długość |
| --- | ---------------------------- | --------------- | ------------------- | ------- |
| 1.  | „Sen o dolinie”              |                 |                     | 3:50    |
| 2.  | „Cały mój zgiełk”            |                 |                     | 5:50    |
| 3.  | „Geniusz blues”              | Cugowski, Lipko | Andrzej Mogielnicki | 5:13    |
| 4.  | „Pieśń niepokorna”           |                 |                     | 5:34    |
| 5.  | „Memu miastu na do widzenia” |                 |                     | 3:16    |
| 6.  | „To nie tak miało być”       |                 |                     | 5:56    |
| 7.  | „Czas ołowiu”                |                 |                     | 5:48    |
| 8.  | „Jolka, Jolka pamiętasz”     |                 |                     | 6:36    |
| 9.  | „Twoje radio”                |                 |                     | 5:43    |
| 10. | „Ragtime”                    |                 |                     | 4:31    |
| 11. | „Cień wielkiej góry”         | Cugowski, Lipko | Adam Sikorski       | 6:12    |
| 12. | „Cisza jak ta”               | Cugowski, Lipko | Mogielnicki         | 5:53    |
| 13. | „Jest taki samotny dom”      |                 |                     | 6:40    |
| 14. | „Z dalekich wypraw”          |                 |                     | 3:31    |
|     |                              |                 |                     | 1:14:33 |

## Wydania
- 1994 – wydanie oryginalne – TA Music, CD, nr katalogowy AATZ 020[2]
- 2010 – reedycja – Budka Suflera Production, CD, nr katalogowy BSP 11-10[2]